# 1万本の煙の谷

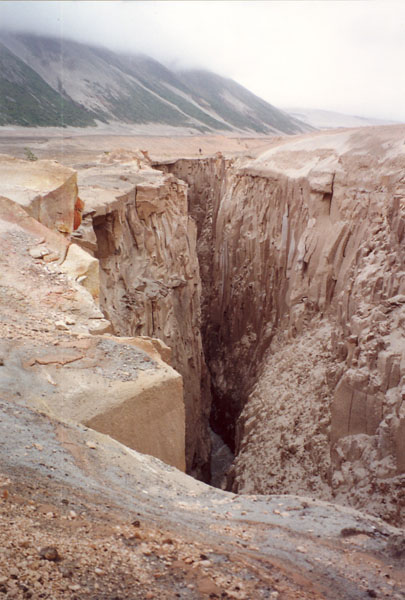
Knife Creek Gorge

1万本の煙の谷 (英語:Valley of Ten Thousand Smokes) とは、アメリカ合衆国アラスカ州のカトマイ国立公園内にある谷である。この地は1912年6月6日から8日にかけて起きたノバルプタの噴火に伴う火山灰流の堆積物で覆われている。　噴火の後、数千もの噴気孔が開き、灰の中から蒸気が立ち上った。ロバート・Ｆ・グリッグは、ナショナルジオグラフィック協会の依頼を受けて1916年に噴火の影響が残る山域を探検し、この谷を命名して次の言葉を残している「見渡す限りの谷全体が、数百、いや数千でもなく、文字通り1万もの煙の柱が亀裂の走る谷底から渦巻きながら立ち上っていた」。
1912年の噴火における噴出量は約13立方キロメートルに及び、容積において20世紀最大の噴火に数え上げられる。ノバルプタはマグニチュード6から7に及ぶ14回の大地震を引き起こし、マグニチュード5レベルの地震発生も100回を上回り、記憶に残る火山噴火の中では事実上前例のない規模のエネルギーを放出している。噴火に引き続いて、カトマイ山の山頂部分が崩壊して1,200メートルも陥没し、中央カルデラを形成した。

カトマイ山は成層火山であり、幾多の溶岩や火山砕屑岩が積層して形作られている。火山砕屑物の存在は、これまでのカトマイ山の噴火が爆発的であったことを示し、中央カルデラを形作った山頂部の陥没や、1912年の噴火に伴い莫大なエネルギーを放出した地震の記録はそれを裏付ける。

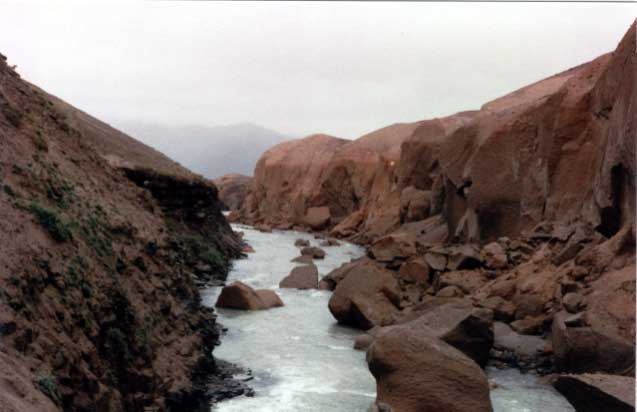
レテ川によって火山灰の大地に切り開かれた峡谷

火山灰に覆われた谷は100平方キロメートルにおよび、その深さは210メートルに達する。所々でレテ川が深い峡谷を刻み、火山灰流が織りなす地層を垣間見せている。火山灰が冷えるにつれ、大半の噴気孔は活動を止め、谷が煙に覆われることも久しくその名を過去のものとしている。火山活動の徴候は今でも周囲の丘陵に見ることができる。カトマイ山の直近の噴火は1927年だが、噴火を伴わない活動は2003年に起きている。アラスカ火山観測所では、カトマイ・クラスタ（カトマイ山の周囲15キロメートル以内に存在する５つの成層火山群）の一部としてカトマイ山のモニターを続けている。
この谷を訪れる者は、ほぼ全員がブルックス・キャンプから、全長32キロメートルのカトマイ国立公園内唯一の道路を走るバスを利用する。